# Femme couchée (Courbet)
Pour les articles homonymes, voir Femme couchée.
Femme couchée est un tableau réalisé par le peintre français Gustave Courbet en 1865. Cette huile sur toile de format horizontal est un nu qui représente une femme rousse aux cheveux tressés allongée sur un drap blanc au pied de grands arbres. Spoliée par les nazis pendant la Seconde Guerre mondiale, l'œuvre est envoyée en Union soviétique. Elle est conservée au musée de l'Ermitage, à Saint-Pétersbourg, en Russie.